# Jacques Le Brigant
Jacques Le Brigant (Pontrieux, 18 luglio 1720 – 3 febbraio 1804) è stato un avvocato francese al Parlamento di Bretagna e celtomane.

## Biografia
L'avvocato preferiva dedicare il suo tempo allo studio della storia della Bretagna e della lingua bretone, delle quali divenne una figura di spicco. Fu uno dei più acerrimi promotori della celtomania, movimento vivace dalla fine del Settecento fino alla metà dell'Ottocento, prima che gli studi scientifici sostituissero questo tipo di lavoro.
Jacques Le Brigant ipotizzò che il bretone fosse la lingua madre di tutti gli idiomi e affermò di poter capire una pletora di lingue. Il suo motto, equivalente a un programma, è: Celtica negatur, negatur orbis ("Chi nega il Celtico, nega l'Universo"). Fu soprannominato Principe dei celtomani,. Con Jacques Cambry fondò l'Accademia Celtica nel 1804.
(Erwan Chartrier-Le Floch, dal quotidiano Le Télégramme, n° 738, del 1° aprile 2012)

## Opere
- Éléments de la langue des Celtes Gomérites ou Bretons. Introduction à cette langue et, par elle, à celles de tous les peuples connus, Strasburgo: Lorenz & Schouler, 1779. 64 pp. Disponibile su http://bibnum.univ-rennes2.fr/items/show/312[collegamento interrotto]
- Observations fondamentales sur les langues anciennes et modernes ; ou de l'Ouvrage intitulé : la langue primitive conservée. Prospectus ; Advertissement sur les notes ; 1. Langues orientales ; 2. Observations sur les traductions ;3. Différences entre les synonymes apparens ; 4. Chinois ; 5. Sanscrit ; 6. Galibi ; 7. Langue de l'île de Tahiti ; 8. Dictionnaires celtiques, 1787. In questo saggio presentato come “prospetto” di un grande trattato mai apparso, l'autore consegna gli elementi essenziali della ricerca che ha occupato parte della sua vita e che lo ha portato ad abbandonare le sue funzioni di avvocato al Parlamento di Bretagna: dimostrare che il celtico è la lingua originaria, matrice di tutte le altre, e ricercarne i derivati nelle lingue antiche, lingue orientali, in particolare cinese e sanscrito, “caraibico” o tahitiano. Tabelle comparative, un saggio sulla traduzione e analisi critiche dei dizionari celtici ne fanno uno dei primi saggi di linguistica comparativa. Un altro membro del Parlamento di Bretagna, l'economista fisiocratico Louis-Paul Abeille ha partecipato alla stesura di quest'opera.